# Robert Malloy
Robert Malloy (* 20. November 1986 in Cheshire, Connecticut) ist ein US-amerikanisch-australischer Eishockeyspieler, der seit 2023 bei den Central Coast Rhinos in der Australian Ice Hockey League unter Vertrag steht.

## Karriere
Robert Malloy begann seine Karriere als Eishockeyspieler in der Nachwuchsabteilung des Hartford Wolf Pack in der American Junior Hockey League. Von 2005 bis 2009 spielte er für die Mannschaft des Lebanon Valley College in Pennsylvania in der dritten Division der National Collegiate Athletic Association. 2011 wechselte er nach Australien, wo er vier Spielzeiten für die Sydney Ice Dogs in der Australian Ice Hockey League spielte. Nachdem er seit 2013 das Team als Kapitän auf das Eis geführt hatte, gelang ihm im selben Jahr mit den Ice Dogs der Gewinne des Goodall Cups, der australischen Meisterschaft. 2015 zog es ihn 160 Kilometer nach Norden zum Ligakonkurrenten Newcastle North Stars, für den er seither spielt und mit dem er 2015 und 2016 ebenfalls den australischen Titel erringen konnte. 2015, 2016, 2017, 2018 und 2019 wurde er für das All-Star-Game der Australian Ice Hockey League nominiert. 2023 wechselte er zu den Central Coast Rhinos.

### International
Für die Herren-Nationalmannschaft stand Malloy erstmals bei der Weltmeisterschaft der Division II 2015 auf dem Eis, als das Team aus Down Under den Abstieg aus der A- in die B-Gruppe hinnehmen musste. Dort gelang dann 2016, als er der beste Scorer unter den Verteidigern war, postwendend der Wiederaufstieg. Auch bei den Weltmeisterschaften 2017, 2018, 2019 und 2023 spielte er in der Division II.

## Erfolge und Auszeichnungen
- 2013 Goodall-Cup-Gewinn mit den Sydney Ice Dogs
- 2015 Goodall-Cup-Gewinn mit den Newcastle North Stars
- 2015 All-Star-Game der Australian Ice Hockey League
- 2016 Aufstieg in die Division II, Gruppe A, bei der Weltmeisterschaft der Division II, Gruppe B
- 2016 Goodall-Cup-Gewinn mit den Newcastle North Stars
- 2016 All-Star-Game der Australian Ice Hockey League
- 2017 All-Star-Game der Australian Ice Hockey League
- 2018 All-Star-Game der Australian Ice Hockey League
- 2019 All-Star-Game der Australian Ice Hockey League